# クリフハンガー (映画)
『クリフハンガー』（原題：Cliffhanger）は、1993年のアメリカ・フランス・イタリア合作映画。ロッキー山脈に不時着した武装強盗団と山岳救助隊員の戦いを描いたサスペンス・アクション映画。レニー・ハーリン監督、シルヴェスター・スタローン主演。

## 概要
1993年5月20日に第46回カンヌ国際映画祭にてプレミア上映された。その後、アメリカでは1993年5月26日にプレミア上映されたのち、1993年5月28日に2333館で公開され、週末興行成績で初登場から2週連続1位になり、トップ10内には6週間いた。アメリカ国内での興行収入は8400万ドルを超え、アメリカでの1993年公開作品中10位である。日本での配給収入は40億円を超え、1994年の年間1位となった。なお、全世界での興行収入は2億5500万ドルを超えた。
第66回（1993年度）アカデミー賞では視覚効果・音響編集・録音の3部門にノミネートされた。一方、「最低」映画を表彰する第14回（1993年度）ゴールデンラズベリー賞でも4部門にノミネートされた。
なお、題名の「クリフハンガー」とは、「崖に宙づりになるもの」のことであるが、本来の語義である手に汗握る連続活劇（クリフハンガー（プロット））の意味と掛けてある（例えるなら、「時代劇」や「ラブロマンス」というタイトルの映画があるのと同じである）。

## あらすじ
ロッキー山脈で救助隊員を務めているクライマーのゲイブ（シルベスター・スタローン）はある日、遭難した同僚で親友のハルとその恋人・サラの救出に向かうが、ハルの目の前でサラの救出に失敗し死なせてしまう。以来、ハルはサラの死はゲイブの責任だと思い込み、ゲイブも自責に駈られて同僚の恋人・ジェシーとも別れ、山を下りた。
8ヶ月後のある日、元軍事情報部員エリック・クアレン率いる国際犯罪組織が、米国財務省から1億ドル以上の還流紙幣の強奪を計画。財務省エージェントのリチャード・トラバースは、現金を積んだ航空輸送機(マクドネル・ダグラス DC-9)をハイジャックし、チームメンバーを射殺し、空中でケースを別の航空機(ロッキード ジェットスター)に乗ったクアレンと傭兵チームに引き渡そうとする。ところが、その時に生じた戦闘により、紙幣の入ったスーツケースは雪のロッキー山脈に落下し、輸送機は爆発、クアレン達の機体は雪山に不時着する。
トラバースの上司である財務省捜査官ウォルター・ライトは、輸送機の墜落を聞きつけるが、FBI捜査官からクアレンの経歴と、彼が強盗を計画するのに十分な経験とコネクションを備えているという事実を聞かされ、機体の捜索に向かう。
一方クアレンは一計を案じ、山岳救助隊に救難信号を発信した。救助に向かったハルとゲイブは墜落した輸送機を発見するが、そこで待っていたクアレンたちは、ハルたちを脅してガイドに使い、ロケータービーコン)で現金の入った三つのスーツケースを追跡する。ゲイブは孤立無援の中でクアレンの企みを阻止しようと行動を起こす。
激戦の末、クアレンは仲間を失った末、ゲイブとの取引で彼に出し抜かれ、ハルがデルマーから奪ったショットガンに銃撃され墜落する。彼はゲイブを巻き添えにしようとして失敗し、格闘の末ヘリごと落下し爆死した。

## 登場人物

### 救助隊員と関係者
ガブリエル“ゲイブ”・ウォーカー
演 - シルヴェスター・スタローン
元ロッキー山脈の救助隊員で天才的なクライマー。しかし、友人であるハルの恋人のサラを死なせてしまった罪悪感から町を離れてしまう。職業柄、身体能力や運動神経が優れており、サバイバル能力も高い。また、強盗団を出し抜く奇策にも長ける。後の恋人となるジェシー同様に、正義感が非常に強い。見た目以上の優しさと、地元愛に溢れている。
ハル・タッカー
演 - マイケル・ルーカー
ゲイブの元同僚であり親友。しかし、恋人のサラの死はゲイブのせいだと思い込み疎遠となる。ただし、ジェシーは素人でありながら無茶な登山をさせたハルにも問題があると主張しており、自身も必ずしもゲイブを憎んではおらず、ゲイブに「殺したければ殺せ」と言われた時には「生きて苦しめ」と諭していた。強盗団に捕まった際も囮になってゲイブに逃げるように促すなど本心では変わらぬ友情の念を抱いている。強盗団をわざと遠回りさせるなどゲイブたちが有利になるように助力し、フランクを理不尽に殺害した強盗団を涙ながらに糾弾するなど、本質は善良な人物である。
ジェシー・ディーガン
演 - ジャニーン・ターナー
ゲイブの恋人。サラの死が切っ掛けでゲイブから関係を断たれ疎遠となるが、離れ離れになっても「自分が唯一の理解者」とゲイブに語るほどに彼を愛している。ただし、地元愛も強く、ゲイブと共に遠い地へ行くよりも地元に残ることを選んだ。
サラ
演 - ミシェル・ジョイナー
ハルの恋人。劇中冒頭の事故で死亡する。出番は少ないが彼女の死が本作のゲイブたちのその後の人間関係に様々な影響を与えたキーパーソンでもある。
フランク
演 - ラルフ・ウェイト
ゲイブたちの同僚。能力は高く、ジェシーからも頼りにされている。救助要請を受けて遭難者を装った強盗団を発見するが、撃たれて殺害される。しかし、死の間際に近づいたハルにナイフを託す。そのナイフは後にデルマーと戦ったハルが使ったことで活躍し、ハルが助かる一因となった。

### 強盗団と関係者
エリック・クアレン
演 - ジョン・リスゴー
武装強盗団のボス。元軍人で諜報部員だった経歴を持ち、その頃から仕事で得た情報を利用して悪事に手を染めていた。性格は冷酷無比。
リチャード・トラヴァース
演 - レックス・リン
デンバー造幣局の局員。裏ではクアレン率いる強盗団と結託し、ハイジャックの手引きを行う。終盤、ゲイブによって氷河に引きずり込まれた挙句、氷越しに銃弾を撃ち込まれて氷河の中に沈み死亡。遺体はこのまま下流の方へ流された。
クリステル
演 - キャロライン・グッドール
強盗団の一人で、クアレンの妻でもある。飛行機やヘリコプターの操縦免許を持つ。フランクを射殺した仲間を非難するなど、残忍なエリックとは反対に無駄な殺生を好まない。最後は計画の一環として見捨てられる形で裏切られて殺害される。
キネット
演 - レオン
強盗団の一人で黒人。ゲイブに取引を持ち掛けるも出し抜かれ負傷するが、それでも圧倒する腕っぷしの強さを見せるものの、一瞬のスキをつかれ周囲にあった尖った岩に突き刺されて死亡する。
デルマー
演 - クレイグ・フェアブラス
強盗団の一人で血の気が多い好戦的な性格。真偽は不明だがサッカー部でストライカーをしていたと言っており、蹴り技の強さを自負している。ハルとの格闘の末、いたぶるように圧倒して崖から落とそうとするが、ハルがフランクに託されたナイフで足を刺されてしまい、怯んだすきに自分のショットガンを奪われて撃たれてしまい、自分が崖から転落して死亡する。
ライアン
演 - グレゴリー・スコット・カミンズ
強盗団の一人。暗視ゴーグルを装備し、夜間にゲイブを捜索する。その後、ゲイブと戦闘になり揉みあった末に滑落死した。
ヘルドン
演 - デニス・フォレスト
強盗団の一人。ゲイブを射殺しようと銃を乱射した結果、雪崩が発生しそれに巻き込まれ死亡した。

### 政府関係者
ウォルター・ライト
演 - ポール・ウィンフィールド
デンバー造幣局の部長。
デイヴィス
演 - ザック・グルニエ
デンバー造幣局の局員。
マセスン
演 - ヴィト・ルギニス
FBI捜査官。飛行機の中での戦闘でトラヴァースに撃たれた上に爆発に巻き込まれ死亡。しかし負傷しながらも最後の力を振り絞って反撃。彼のとった捨て身の行動により強盗団は行動に後れをとるようになり、最終的に事件の解決に繋がった功労者でもある。
ヘイズ
演 - スコット・ホクスビー
FBI捜査官。エリックを追っている。
マイケルズ
演 - ジョン・フィン
FBI捜査官。ヘイズの相棒。

### その他
エヴァン
演 - マックス・パーリック
若者の登山者。
ブレット
演 - トレイ・ブロウネル
若者の登山者。

## キャスト
| 役名                       | 俳優                           | 日本語吹替   | 日本語吹替                                        | 日本語吹替                          | 日本語吹替                                    |
| 役名                       | 俳優                           | ソフト版     | フジテレビ版                                      | 日本テレビ版                        | BSジャパン版                                  |
| -------------------------- | ------------------------------ | ------------ | ------------------------------------------------- | ----------------------------------- | --------------------------------------------- |
| ゲイブ・ウォーカー         | シルヴェスター・スタローン     | 玄田哲章     | 玄田哲章                                          | 大塚明夫                            | ささきいさお                                  |
| エリック・クアレン         | ジョン・リスゴー               | 堀勝之祐     | 樋浦勉                                            | 堀勝之祐                            | 土師孝也                                      |
| ハル・タッカー             | マイケル・ルーカー             | 菅生隆之     | 大塚芳忠                                          | 野島昭生                            | 内田直哉                                      |
| ジェシー・ディーガン       | ジャニーン・ターナー           | 叶木翔子     | 堀越真己                                          | 相沢恵子                            | 岡寛恵                                        |
| リチャード・トラヴァース   | レックス・リン                 | 小島敏彦     | 麦人                                              | 谷口節                              | 西村知道                                      |
| クリステル                 | キャロライン・グッドール       | 塩田朋子     | 一城みゆ希                                        | 吉田理保子                          | 丸山雪野                                      |
| キネット                   | レオン                         | 田中正彦     | 大塚明夫                                          | 沢木郁也                            | 遠藤大智                                      |
| デルマー                   | クレイグ・フェアブラス         | 小室正幸     | 山形ユキオ                                        | 手塚秀彰                            | 佳月大人                                      |
| ライアン                   | グレゴリー・スコット・カミンズ | 秋元羊介     | 千田光男                                          | 立木文彦                            |                                               |
| ヘルドン                   | デニス・フォレスト             | 仲野裕       | 若本規夫                                          | 大黒和広                            |                                               |
| サラ                       | ミシェル・ジョイナー           | 佐藤しのぶ   | 水谷優子                                          | 湯屋敦子                            | 山口享佑子                                    |
| エヴァン                   | マックス・パーリック           | 高木渉       | 成田剣                                            | 檀臣幸                              | 出演シーンカット                              |
| ウォルター・ライト部長     | ポール・ウィンフィールド       | 宝亀克寿     | 内海賢二                                          | 青森伸                              | 幹本雄之                                      |
| フランク                   | ラルフ・ウェイト               | 峰恵研       | 阪脩                                              | 山野史人                            | 佐々木敏                                      |
| ブレット                   | トレイ・ブロウネル             | 小野健一     |                                                   | 子安武人                            | 出演シーンカット                              |
| デイヴィス                 | ザック・グルニエ               | 福田信昭     | 千田光男                                          | 伊藤栄次                            |                                               |
| マセスンFBI捜査官          | ヴィト・ルギニス               | 秋元羊介     | 秋元羊介                                          | 牛山茂                              | 板取政明                                      |
| ヘイズ捜査官               | スコット・ホクスビー           | 小野健一     | 大滝進矢                                          | 小室正幸                            |                                               |
| マイケルズ捜査官           | ジョン・フィン                 | 仲野裕       | 青森伸                                            | 伊藤和晃                            |                                               |
| 財務省のエージェント       | ブルース・マッギル             | 小室正幸     | 青森伸                                            | 伊藤和晃                            |                                               |
| 財務省のジェット機の操縦士 | キム・ロビラード               | 福田信昭     | 若本規夫                                          | 小室正幸                            | 田久保修平                                    |
| 役不明又はその他           | N/A                            | 引田有美     | 中田和宏 沢海陽子                                 | 西宏子 高瀬右光                     | 藤沼建人 田村真 橋本雅史                      |
| 日本語版制作スタッフ       |                                |              |                                                   |                                     |                                               |
| 演出                       | 演出                           | 蕨南勝之     | 岡本知                                            | 蕨南勝之                            | 吉田啓介                                      |
| 翻訳                       | 翻訳                           | 石原千麻     | 額田やえ子                                        | 筒井愛子                            | 筒井愛子                                      |
| 調整                       | 調整                           |              | 飯塚秀保                                          | 長井利親                            | 小山雄一郎                                    |
| 効果                       | 効果                           |              | VOX                                               | 南部満治                            | 桜井俊哉                                      |
| 録音                       | 録音                           |              |                                                   | ニュージャパンスタジオ              |                                               |
| 担当                       | 担当                           |              |                                                   | 吉富孝明 （ニュージャパンフィルム） | 田坂謙一 （グロービジョン）                   |
| 制作                       | 制作                           | ACクリエイト | グロービジョン                                    | ニュージャパンフィルム              | BSジャパン グロービジョン                     |
| プロデューサー             | プロデューサー                 |              |                                                   | 大塚恭司 （日本テレビ）             | 遠藤幸子 久保一郎 （BSジャパン）              |
| プロデューサー補           | プロデューサー補               |              |                                                   | 小林三紀子                          |                                               |
| 配給                       | 配給                           |              |                                                   |                                     | NBCユニバーサル テレビジョン・ジャパン        |
| 初回放送                   | 初回放送                       | N/A          | 1995年10月14日 『ゴールデン洋画劇場』 20:59-23:09 | 1997年6月20日 『金曜ロードショー』  | 2014年12月5日 『シネマクラッシュ 金曜名画座』 |

## 地上波放送履歴
| 回数   | テレビ局   | 番組名             | 放送日         | 吹替版       |
| ------ | ---------- | ------------------ | -------------- | ------------ |
| 初回   | フジテレビ | ゴールデン洋画劇場 | 1995年10月14日 | フジテレビ版 |
| 2回目  | 日本テレビ | 金曜ロードショー   | 1997年6月20日  | 日本テレビ版 |
| 3回目  | 日本テレビ | 金曜ロードショー   | 1998年7月3日   | 日本テレビ版 |
| 4回目  | 日本テレビ | 金曜ロードショー   | 2000年6月2日   | 日本テレビ版 |
| 5回目  | 日本テレビ | 金曜ロードショー   | 2002年6月28日  | 日本テレビ版 |
| 6回目  | フジテレビ | プレミアムステージ | 2004年2月28日  | フジテレビ版 |
| 7回目  | テレビ朝日 | 日曜洋画劇場       | 2010年10月24日 | 日本テレビ版 |
| 8回目  | TBS        | 水曜プレミアシネマ | 2012年5月23日  | 日本テレビ版 |
| 9回目  | テレビ東京 | 午後のロードショー | 2017年4月28日  | BSジャパン版 |
| 10回目 | テレビ東京 | 午後のロードショー | 2019年12月20日 | BSジャパン版 |
| 11回目 | テレビ東京 | 午後のロードショー | 2022年2月25日  | BSジャパン版 |

## 企画・キャスティング
制作会社のカロルコ・ピクチャーズは”Gail Force”という脚本を50万ドルで買い取り、1984年頃からシルヴェスター・スタローン主演で映画化を計画していた。『ハリケーン襲来で人々が避難した東海岸の小さな町で、無人の町に潜む武装強盗団とたまたま居合わせたネイビーシールズの元隊員が死闘を繰り広げる』というストーリーは「ダイハード」(1988）の再来かと期待されたが、見積もられた予算が4千万ドルと高額なため製作を断念した。
一方、同じカロルコ・ピクチャーズの下で、スタローンはジョン・キャンディと共演するコメディ、"Bartholomew Vs. Neff" が決まっていたのだが「カーリー・スー」(1991)の興行低迷によりジョン・ヒューズが監督を降り頓挫した。
そこでスタローンが代替案として強く要望したのが「クリフハンガー」であった。自ら全米脚本家組合を相手にロビー活動を行い、脚本家の権利を取得するなどして製作が決まったが、予算は先の4千万ドルを大幅に上回る7千万ドルに跳ね上がった。カロルコ・ピクチャーズはこの映画の撮影中に財政難に陥ってしまい、撮影が滞りそうになったためトライスター・ピクチャーズが製作費の半分を支援した。
敵のエリック・クアレン役にはクリストファー・ウォーケンが決まりプリプロダクションまで参加したのだが、理由不明のまま断られてしまった。レニー・ハーリンはデヴィッド・ボウイを説得するが雪山での撮影に難色を示し断念。そこで「リコシェ」（1991）や「レイジング・ケイン」(1992)で猟奇的な悪役を演じたジョン・リスゴーが選ばれた。
スタローンは山岳救助隊員の役作りをするにあたり、「ロッキー4/炎の友情」(1986)で寒く薄い空気の中でトレーニングを行なった経験からスムーズに入り込めたという。プロデューサーのマリオ・カサールから「ターミネーター2の撮影は全てスタントマン任せだった」と聞かされた彼は、アーノルド・シュワルツェネッガーへの対抗意識から率先してスタントシーンに挑戦した。だが伝説的クライマーのヴォルフガング・ギュリッヒ(Wolfgang Güllich,1960-1992)から直々に指導を受けたフリークライミングは「何度練習しても難しかった」と語っている。

## 製作
レニー・ハーリン監督はホラー映画好きで残虐なシーンを好むと知らされていたので、脚本も兼ねるスタローンは特に暴力シーンの描写に慎重だったという。スタローンは主人公ゲイブを「ランボー」と正反対のキャラクターとして描いており、強盗犯から銃を奪うシーンは監督の指示通りに動いたが、人を撃つシーンは相手が悪人といえども一切やらなかった。
ゲイブが水中からボルトガン(杭打ち銃)を発射し強盗犯のトラバース(レックス・リン)を撃つシーンは、台本ではボルトガンで怪我を負わせたところを友人のタッカー(マイケル・ルーカー)がショットガンで射殺するはずだった。にも関わらず、編集の段階で単発式のボルトガンを3発連射するという荒唐無稽なシーンに仕上がってしまった。このボルトガンは映画のために作られた架空の小道具だが、あのような形状だと射出時に石の破片が飛び散って手を損傷するという指摘もある。特にフリークライミングの愛好者から批判が集中したが、これに対しハーリン監督は「余計な説明を加えず速やかにドラマを進行するためあえて使用した」と説明している。
試写の段階ではトラバースが発信機を付けたウサギを撃ち殺すシーンがあり、それを見たカロルコ・ピクチャーズと配給会社の幹部らは有無を言わさず削除するよう命じた。だが製作費が既に底をついていたのでスタローンが10万ドルを支払って問題のシーンを撮り直した。
また、映画が公開されたあと最も批判されたのは少年が射殺されるシーンだった。このシーンを使用するかは最後まで議論が交わされ、スタローンは不要だと主張したが、強盗犯への憎悪を募らせるために必要だというプロデューサーの判断で採用された。

## 撮影場所

### イタリアでの撮影
山岳地帯の撮影はイタリア北部のドロミーティ山地で行われた。当初はコロラド州のロッキー山脈の予定だったが、山全体が丸みを帯びており険しさが感じられないというレニー・ハーリン監督の意見でイタリアに変更された。山の使用料としてイタリア政府に8000万リラ(4万5千ドル)を支払った。
- 冒頭の岩山のシーン、マイケル・ルーカーと恋人役のミシェル・ジョイナーは実際に標高1,400ｍの岩山に乗って撮影した。場所はヴァジョレット・タワーズ(Vajolet Towers)で、ヘリコプターが着陸できないため俳優に命綱を付けてヘリから吊り、山頂で待機していたプロのクライマーが引っ張り下ろして岩に括り付けた[20]。

- スタローンがフリークライミングをする映像はウォルフガング・ギュリッヒが行い、スタジオで撮影したスタローンの映像と巧みに組み合わせてある。ギュリッヒはこの映画のインタビューを終えて自宅に帰る途中、アウトバーンで居眠り運転と見られる単独事故を起こし死亡した。

- ジョイナーが宙吊りになるシーンは場所は特定されていないが、谷間にワイヤーを架けて撮影された。衣服の中にもハーネスを着用し袖の内側にラインを通して落ちないようになっていた。だがジョイナーは恐怖のあまり涙を流し仕事を受けたことを後悔したと後のインタビューで語っている[21]。スタローンはこのシーンのロケに参加しておらず、スタントマンのマーク・デ・アレッサンドロがスタローンに扮した。

- ジョイナーが落下するシーンの撮影はローマのチネチッタのスタジオである。ジョイナーがスタジオに入ると危険な撮影に挑んだ彼女を皆が拍手で迎えたという[22]。スタジオはブルーバック合成の青いシートで覆われ、床にも青色の特大のエアバッグ(インフレータブルバッグ)を置いて10m程度の高さからワイヤーで降ろされながら落下の演技をした。その後背景を合成した。
- 廃墟の山小屋はファロリア山に残るかつてロープウェイの駅舎だった建物である。映画のあと「クリフハンガーロッジ」と呼ばれるようになり、人気のハイキングコースとなっている[23]。現在は屋根が無くなっている。

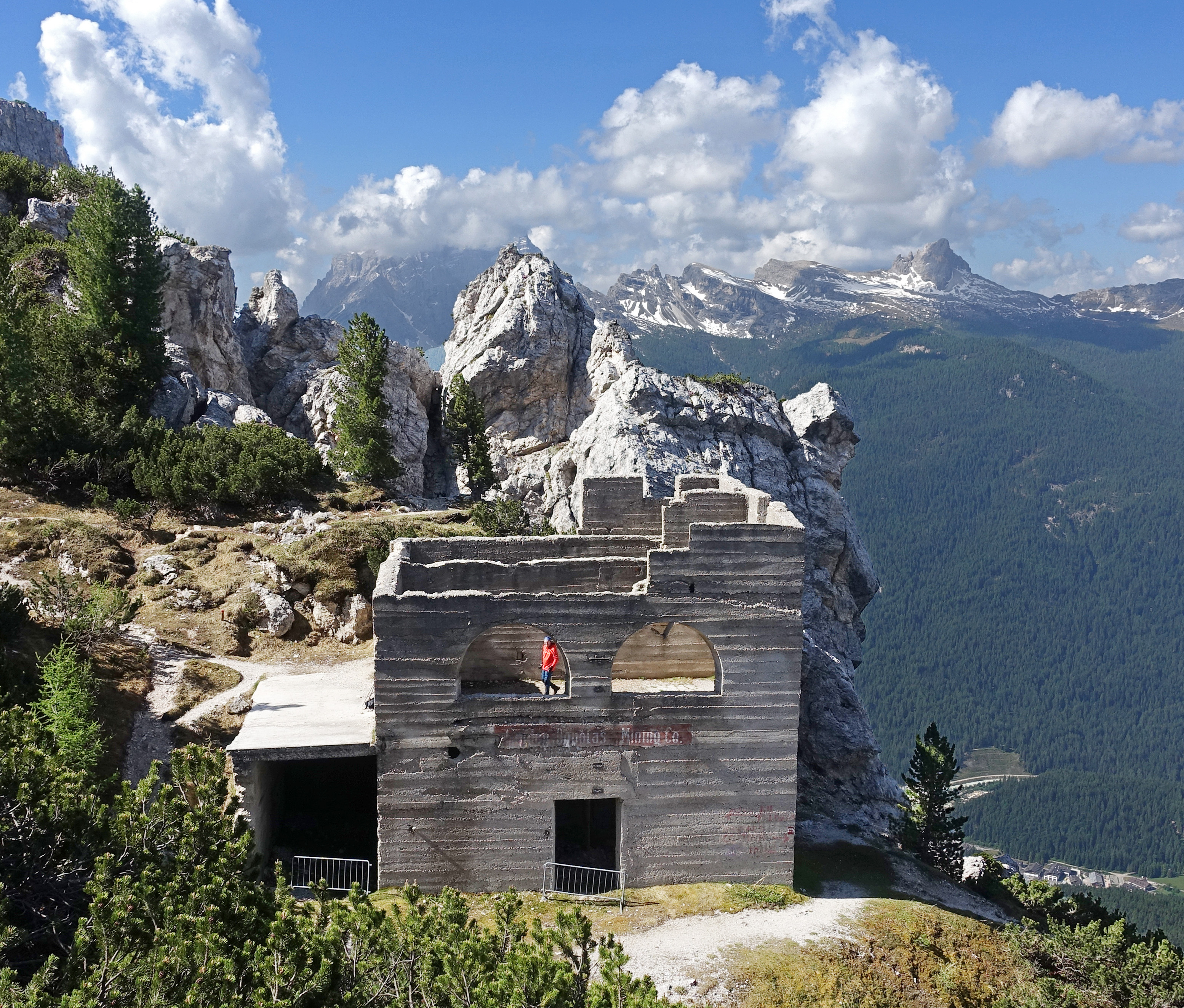
クリフハンガーロッジ(2019年)

- 吊り橋のシーンはクリスタッロ山に架かる全長27ｍのクリスタッロ橋(Ponte Cristallo[24])。ここは第一次大戦中にイタリア軍が築いた山岳ルートの一部で、かつてはケーブルリフトが通じており登山客に人気のコースだった。リフトは2016年に運行を停止した[25]。爆破される吊り橋は映画のために別の場所に作ったもの。

- スタローンがヘリコプターを待つ山は標高2,750mのラガズオイ山の山頂付近。ラガズオイ山小屋(Rifugio Lagazuoi)から容易に歩いて行ける場所にある[26]。

山小屋と言っても屋内に100席とテラスに200席の休憩スペース、レストランとバー、74室の個室とドミトリーの宿泊室が備わる2階建ての立派な施設で、15分間隔でロープウェイが行き来する。高所での撮影基地として利用されスタッフは3か月間滞在した。
- ラストシーンのスタローン、ターナー、ルーカーの3人がたたずむ山は標高3,300mのマルモラーダ山の頂上付近。
- その他、雪山での撮影の大部分は初心者でも容易に行くことができる安全な場所で行われている。
- デンバーの造幣局は、首都ローマから南西10kmにある「国際航空情報通信機構」の施設を使用した。ちなみにアメリカの造幣局は貨幣しか扱っておらず映画のように札束を奪うことは出来ない。

### アメリカ合衆国での撮影
- 航空機のシーンはロッキー山脈上空で行われた。
- 飛行機間をワイヤーで伝うシーンは、スタントマンのサイモン・クレインが実際に移動している[29]。

撮影は気流が安定する平野部で行われており、2機のジェット機は高度4,600メートルを失速寸前の時速250～300キロで飛行した。ワイヤーを伝って降りるまでは順調だったが、下を飛ぶ飛行機に辿り着くと機体側面は気流が渦巻いており、クレインの体はドア付近で何度もバウンドしながら機体上部に放り上げられた。そのまま後方に滑って行き、乗り移ることが出来ないまま最終的にパラシュート降下した。
サイモン・クレインは空中スタントの史上最高額となる100万ドルでこの仕事を引き受けたが、保険会社が加入を拒んだため撮影許可が下りず、代わりにスタローンが自分のギャラから100万ドルを捻出した。
- 主人公たちが住む場所はコロラド州デュランゴで撮影された。

### 特殊撮影
VFXはカリフォルニア州マリナ・デル・レイに拠点を置くボス・フィルムスタジオ(Boss Film Studios)が担当した。
山岳シーンのほとんどは安全な場所で行われており、ブルーバック合成やリアプロジェクション、マットペインティングなど様々な手法を用いて背景を合成している。
クライマックスは6分の1スケールのヘリコプターの模型を使用した。撮影場所はボス・フィルムスタジオの駐車場で、高さ15メートル(4階建てに相当)の絶壁を建設し、ヘリコプターが岩に激突するシーンや落下して爆発するシーンが撮られた。ヘリの背後にぶら下がっているスタローンはモーターで足が動く6分の1サイズの人形である。

## 関連作品
本作は1993年に『クリフハンガー』という題名でゲーム化されており（1983年の同名のゲームとは別）、日本国外にて発売された。うちSNES(スーパーファミコン)版は1993年に発売された。

## 続編・リメイク・リブート
- 1994年に続編の企画が挙がっていたが、2008年2月にソニー・ピクチャーズ エンタテインメントが『クリフハンガー』の続編を企画中と報じられた[34]。シルヴェスター・スタローン演じるゲイブ・ウォーカーがフーバーダムを占拠したテロリストと闘うストーリーで、タイトルは “The Dam” とされていたが実現しなかった[35]。
- 2009年5月にフランス・Canal+のスタジオカナルが、『クリフハンガー』のリメイクを製作すると、第62回カンヌ国際映画祭の見本市にて発表した[36]。舞台をロッキー山脈からイタリアに移し、若い俳優を中心に国際色豊かな作品にして、2010年に撮影開始する予定と発表されていた。なお、リメイクはニール・H・モリッツが設立したアメリカの製作会社オリジナル・フィルムと共同で行うが、製作費はスタジオカナルが100%負担する。2014年6月になって脚本家が決定した事が報じられた（この際、リメイクではなくリブートと報じられている）[37][38]が、その後どうなったか不明。
- 2023年5月にドイツ・イギリス合作の「クリフハンガー2」の製作が発表された。監督はリック・ローマン・ウォー、出演はシルヴェスター・スタローン、リリー・ジェームズ、ピアース・ブロスナン、ネル・タイガー・フリー、フランツ・ロゴフスキなど。
- 2024年10月、オーストリアで撮影をスタートしたが、監督をジャウム・コレット＝セラに変更し、スタローンが降板したことが判明した。スタローンが出演しないため続編ではなくリブート版という扱いになり、アナ・リリー・アミールポアーによって大幅に脚本を修正、タイトルも変更される見込みである[39]。